# Diego Abatantuono
Diego Abatantuono (Milano, 20 maggio 1955) è un attore, conduttore televisivo e comico italiano.
Tre volte vincitore del Nastro d'argento come attore protagonista e non protagonista e premiato nel 2021 con il David di Donatello alla carriera, ha iniziato la sua carriera nel Gruppo Repellente, ideato da Enzo Jannacci e Beppe Viola, assieme ad attori quali Massimo Boldi, Giorgio Faletti, Giorgio Porcaro, Mauro Di Francesco ed Ernst Thole.

## Biografia
Nasce a Milano, in via Carlo Dolci, il 20 maggio del 1955, figlio di Matteo, un calzolaio originario di Vieste (in provincia di Foggia), e Rosa, una costumista originaria di Como, impiegata presso il Derby Club, uno tra i più celebri locali notturni milanesi attivi tra gli anni sessanta e settanta. Diego nasce nel quartiere di viale Aretusa, nella periferia occidentale di Milano, ma cresce nel quartiere popolare delle Case Minime, vicino al quartiere Lorenteggio, dove abitavano i nonni paterni. Il suo amico d'infanzia del quartiere è stato l'attore Ugo Conti.

### Il Derby Club

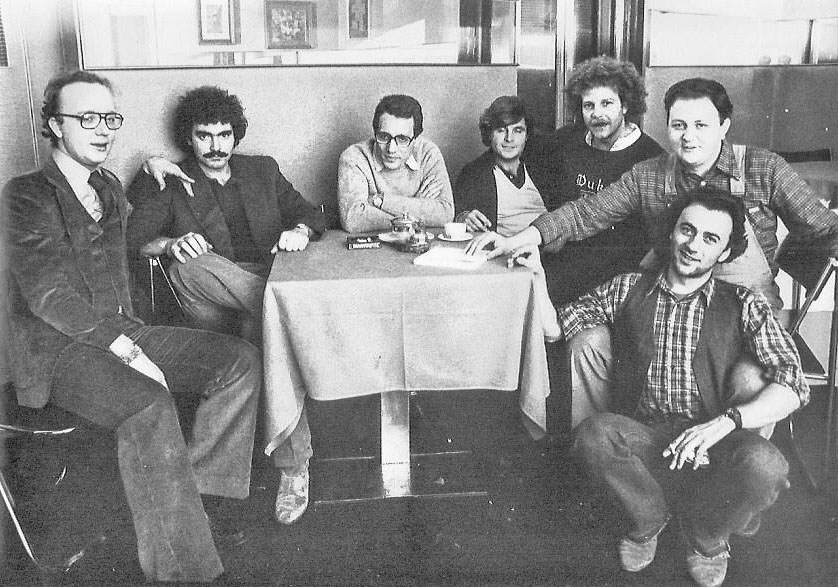
Abatantuono (secondo da sinistra) sul finire degli anni settanta, assieme ad Enzo Jannacci e agli artisti del Gruppo Repellente che animarono il Derby Club di Milano: Ernst Thole, Mauro Di Francesco, Giorgio Porcaro, Massimo Boldi e Giorgio Faletti

Gli zii di Diego, Gianni e Angela Bongiovanni, sono i proprietari del celebre Derby Club di Milano. Nel locale la madre Rosa fa la guardarobiera e perciò fin da piccolo Abatantuono cresce nell'ambiente del cabaret, assistendo alle prove degli artisti del locale.
Durante l'adolescenza incomincia a frequentare il locale di sera e a svolgere la mansione di tecnico delle luci, mentre durante il giorno frequenta l'Istituto Tecnico Industriale. Come tecnico delle luci viene adottato da I Gatti di Vicolo Miracoli, che lo portano con loro in giro per le serate.
Qui si impone con un personaggio comico inventato da Giorgio Porcaro: l'immigrato meridionale a Milano. Con loro due e Massimo Boldi, Mauro Di Francesco, Giorgio Faletti, Ernst Thole, e altri, Enzo Jannacci e Beppe Viola formano il "Gruppo Repellente", con il quale mettono in piedi lo spettacolo La tappezzeria, in seguito al quale il gruppo partecipa al programma televisivo trasmesso dalla sede milanese di Raidue Saltimbanchi si muore.

### Il cinema

Diego Abatantuono nel film Liberi armati pericolosi (1976)

Il primo approccio con il cinema avviene grazie ai Gatti di Vicolo Miracoli che lo portano con loro a fare un provino. Qui viene notato dal regista Romolo Guerrieri che gli offre una parte nel film Liberi armati pericolosi. Dopo una serie di partecipazioni a film commedie quali Saxofone, Prestami tua moglie, Fantozzi contro tutti e Il pap'occhio, la prima vera parte da protagonista la ottiene su insistenza di Monica Vitti al suo fianco ne Il tango della gelosia (1981) di Steno, decretando così il successo del personaggio del "terrunciello" che lo porterà a firmare il contratto per I fichissimi ed Eccezzziunale... veramente del figlio di Steno, Carlo Vanzina (con cui aveva già lavorato assieme ai Gatti di Vicolo Miracoli in Arrivano i gatti e Una vacanza bestiale), che lo consacra definitivamente in tale ruolo e per il quale registra anche la colonna sonora, cantando la canzone omonima. Con Vanzina lavorerà ancora in Viuuulentemente mia, Il ras del quartiere, Eccezzziunale veramente - Capitolo secondo... me, 2061 - Un anno eccezionale e Buona giornata.

Diego Abatantuono in Eccezzziunale... veramente (1982)

Abbandonato il personaggio che gli aveva dato il successo, per un po' di tempo si dedica a spettacoli teatrali e programmi televisivi, ma sarà Pupi Avati a condurlo nella svolta, avendone intuito le potenzialità di attore drammatico. Avati lo inserirà nel dittico Regalo di Natale (1986) e La rivincita di Natale (2004), nonché in Il testimone dello sposo (1997), La cena per farli conoscere (2007) e Gli amici del bar Margherita (2009).
Dopo aver interpretato ancora un ruolo drammatico in Un ragazzo di Calabria (1987) di Luigi Comencini, Abatantuono ha fondato una propria casa di produzione, la Colorado Film, grazie alla quale si è riaffermato come uno dei personaggi più interessanti del nuovo cinema italiano, con I cammelli (1988) di Giuseppe Bertolucci e il ciclo di film di Gabriele Salvatores, che lo consacrano definitivamente come attore di talento: Marrakech Express (1989), Turné (1990), Mediterraneo (1991), premiato con l'Oscar per il migliore film straniero (1992), Puerto Escondido (1992), Nirvana (1996), Amnèsia (2002), Io non ho paura (2003), Happy Family (2010) e Tutto il mio folle amore (2019).
Tornando alla comicità pura interpreta film diretti da Francesco Patierno (Cose dell'altro mondo, 2011; La gente che sta bene, 2014), da Fausto Brizzi (Indovina chi viene a Natale?, 2013; La mia banda suona il pop, 2020: Improvvisamente Natale, 2022: Improvvisamente a Natale mi sposo, 2023) e da Alessandro Genovesi (Il peggior Natale della mia vita, 2012; Soap opera, 2014; Puoi baciare lo sposo, 2018; 10 giorni con Babbo Natale, 2020).
Tra le altre interpretazioni ricordiamo Il toro (1994) di Carlo Mazzacurati, Camerieri (1995) di Leone Pompucci, Matrimoni (1998) di Cristina Comencini, Concorrenza sleale (2000) di Ettore Scola, L'abbuffata (2007) di Mimmo Calopresti, Ti stimo fratello (2012) di Paolo Uzzi e Giovanni Vernia e Mister Felicità di Alessandro Siani (2017).

### Altre attività
Nel 1992 collabora con Elio e le Storie Tese partecipando all'album Italyan, Rum Casusu Çikti nelle tracce Supergiovane (in cui interpreta un "matusa") e La vendetta del fantasma formaggino (in cui interpreta il Dio della Barzelletta).

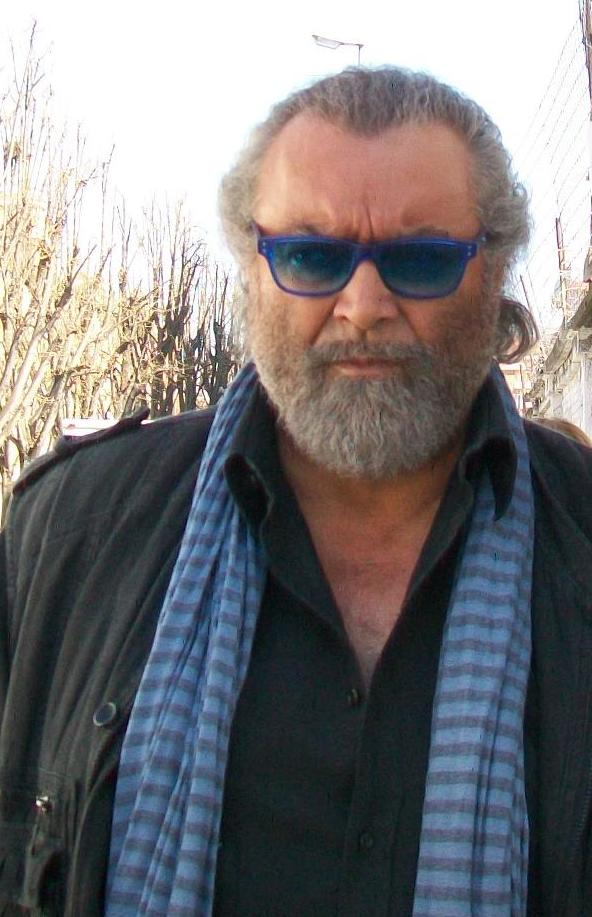
Diego Abatantuono nel 2016

Nel 2003 Abatantuono ha ideato il programma comico Colorado Cafè in onda su Italia 1 e ne ha condotto le prime due edizioni (dapprima insieme all'amico Ugo Conti, poi assieme ad Andrea Appi e Rossella Brescia), andate in onda in seconda serata. Le edizioni in seconda serata del programma ottengono grande successo, quindi dal 2005 il programma va in onda in prima serata, in cui riscuote ulteriore successo, tanto da spingere la rete a realizzarne negli anni successivi diverse altre edizioni. Nel 2006 Abatantuono torna nel cast del programma come comico, in uno sketch in cui gestisce un bar insieme a Marco Milano e intrattiene conversazioni strambe insieme ai vari comici della trasmissione che lo frequentano (in particolare Nino Frassica, allora conduttore del programma insieme a Rossella Brescia, cliente abituale con cui si dilettava nel fare le parole crociate). L'anno dopo Abatantuono lascia il programma, salvo poi tornarvi in alcune puntate come ospite. Abatantuono torna come conduttore nel 2014 insieme a Chiara Francini, in un'edizione celebrativa dei dieci anni di successo della trasmissione, in cui spesso sono ospitati personaggi storici che hanno partecipato alla trasmissione (tra cui Rossella Brescia, Ugo Conti e Andrea Appi).
Tra il 2005 e il 2007 è stato inoltre protagonista della fiction Il giudice Mastrangelo, trasmessa da Canale 5. Nell'ottobre 2013 inaugura a Milano il locale The Meatball Family, ristorante con cui Abatantuono e soci reinventano la tradizionale polpetta. Nel 2016 e nel 2017 è a capo della giuria del programma televisivo Eccezionale veramente in onda su LA7. Partecipa poi a Balalaika - Dalla Russia col pallone in occasione dei Mondiali 2018, mentre nel 2020 conduce insieme a Diana Del Bufalo il programma di Italia 1 Enjoy - Ridere fa bene. Dal 2024 è tra gli ospiti di Che tempo che fa sul Nove.

## Vita privata
Nel 1984 ha sposato Rita Rabassini, dalla quale ha avuto una figlia di nome Marta (1985). Dopo la fine del matrimonio, successivamente ha avuto altri due figli, Matteo (1995) e Marco (1997), dall'attuale compagna, Giulia Begnotti. Insieme a famigliari e alcuni soci ha avviato una catena di polpetterie che ha preso vita a Milano.

## Filmografia

Diego Abatantuono in Attila flagello di Dio (1982)

### Cinema
- Liberi armati pericolosi, regia di Romolo Guerrieri (1976)
- Saxofone, regia di Renato Pozzetto (1978)
- Arrivano i gatti, regia di Carlo Vanzina (1980)
- Il pap'occhio, regia di Renzo Arbore (1980)
- Prestami tua moglie, regia di Giuliano Carnimeo (1980)
- Fico d'India, regia di Steno (1980)
- Fantozzi contro tutti, regia di Neri Parenti e Paolo Villaggio (1980)
- Una vacanza bestiale, regia di Carlo Vanzina (1981)
- I carabbinieri, regia di Francesco Massaro (1981)
- Il tango della gelosia, regia di Steno (1981)
- I fichissimi, regia di Carlo Vanzina (1981)
- Eccezzziunale... veramente, regia di Carlo Vanzina (1982)
- Sballato, gasato, completamente fuso, regia di Steno (1982)
- Scusa se è poco, regia di Marco Vicario (1982)
- Grand Hotel Excelsior, regia di Castellano e Pipolo (1982)
- Viuuulentemente mia, regia di Carlo Vanzina (1982)
- Attila flagello di Dio, regia di Castellano e Pipolo (1982)
- Arrivano i miei, regia di Nini Salerno (1982)
- Il ras del quartiere, regia di Carlo Vanzina (1983)
- Tranches de vie, regia di François Leterrier (1985)
- Regalo di Natale, regia di Pupi Avati (1986)
- Strana la vita, regia di Giuseppe Bertolucci (1987)
- Un ragazzo di Calabria, regia di Luigi Comencini (1987)
- Ultimo minuto, regia di Pupi Avati (1987)
- Kamikazen - Ultima notte a Milano, regia di Gabriele Salvatores (1988)
- I cammelli, regia di Giuseppe Bertolucci (1988)
- Marrakech Express, regia di Gabriele Salvatores (1989)
- Turné, regia di Gabriele Salvatores (1990)
- Vacanze di Natale '90, regia di Enrico Oldoini (1990)
- Mediterraneo, regia di Gabriele Salvatores (1991)
- Puerto Escondido, regia di Gabriele Salvatores (1992)
- Arriva la bufera, regia di Daniele Luchetti (1993)
- Per amore, solo per amore, regia di Giovanni Veronesi (1993)
- Nel continente nero, regia di Marco Risi (1993)
- Il toro, regia di Carlo Mazzacurati (1994)
- Camerieri, regia di Leone Pompucci (1995)
- Viva San Isidro!, regia di Alessandro Cappelletti (1995)
- Il barbiere di Rio, regia di Giovanni Veronesi (1996)
- Nirvana, regia di Gabriele Salvatores (1997)
- Camere da letto, regia di Simona Izzo (1997)
- Il testimone dello sposo, regia di Pupi Avati (1997)
- Figli di Annibale, regia di Davide Ferrario (1998)
- Matrimoni, regia di Cristina Comencini (1998)
- Paparazzi, regia di Neri Parenti (1998)
- Tifosi, regia di Neri Parenti (1999)
- Metronotte, regia di Francesco Calogero (2000)
- Concorrenza sleale, regia di Ettore Scola (2001)
- Mari del sud, regia di Marcello Cesena (2001)
- Amnèsia, regia di Gabriele Salvatores (2002)
- Io non ho paura, regia di Gabriele Salvatores (2003)
- La rivincita di Natale, regia di Pupi Avati (2004)
- Eccezzziunale veramente - Capitolo secondo... me, regia di Carlo Vanzina (2006)
- La cena per farli conoscere, regia di Pupi Avati (2007)
- 2061 - Un anno eccezionale, regia di Carlo Vanzina (2007)
- L'abbuffata, regia di Mimmo Calopresti (2007)
- I mostri oggi, regia di Enrico Oldoini (2009)
- Gli amici del bar Margherita, regia di Pupi Avati (2009)
- Happy Family, regia di Gabriele Salvatores (2010)
- Cose dell'altro mondo, regia di Francesco Patierno (2011)
- Ti stimo fratello, regia di Paolo Uzzi e Giovanni Vernia (2012)
- Buona giornata, regia di Carlo Vanzina (2012)
- Il peggior Natale della mia vita, regia di Alessandro Genovesi (2012)
- Fuga di cervelli, regia di Paolo Ruffini (2013)
- Indovina chi viene a Natale?, regia di Fausto Brizzi (2013)
- La gente che sta bene, regia di Francesco Patierno (2014)
- Soap opera, regia di Alessandro Genovesi (2014)
- Belli di papà, regia di Guido Chiesa (2015)
- I babysitter, regia di Giovanni Bognetti (2016)
- Mister Felicità, regia di Alessandro Siani (2017)
- Puoi baciare lo sposo, regia di Alessandro Genovesi (2018)
- Un nemico che ti vuole bene, regia di Denis Rabaglia (2018)
- Compromessi sposi, regia di Francesco Miccichè (2019)
- Tutto il mio folle amore, regia di Gabriele Salvatores (2019)
- La mia banda suona il pop, regia di Fausto Brizzi (2020)
- 10 giorni con Babbo Natale, regia di Alessandro Genovesi (2020)
- Una notte da dottore, regia di Guido Chiesa (2021)
- Il mammone, regia di Giovanni Bognetti (2022)
- Improvvisamente Natale, regia di Francesco Patierno (2022)
- Enzo Jannacci - Vengo anch'io, regia di Giorgio Verdelli – docufilm (2023) - se stesso
- Improvvisamente a Natale mi sposo, regia di Francesco Patierno (2023)
- L'ultima settimana di settembre, regia di Gianni De Blasi (2024)
- Esprimi un desiderio, regia di Volfango De Biasi (2025)

### Televisione
- Poco a poco, regia di Alberto Sironi – miniserie TV, 3 episodi (1980)
- Diego 100% – serie TV, 20 episodi (1985)
- Il segreto del Sahara, regia di Alberto Negrin – miniserie TV, 4 episodi (1988)
- La moglie ingenua e il marito malato, regia di Mario Monicelli – film TV (1989)
- Il commissario Corso – serie TV, 13 episodi (1987-1991)
- Eurocops – serie TV, 12 episodi (1988-1993)
- Il giudice Mastrangelo – serie TV, 10 episodi (2005-2007)
- All Stars – serie TV, episodio 1x06 (2010)
- Area Paradiso, regia di Diego Abatantuono (anche attore) e Armando Trivellini – film TV (2012)
- L'assalto – film TV (2014)
- Ridatemi mia moglie – miniserie TV, 2 episodi (2021)
- Amazing - Fabio De Luigi (2023)
- No Activity - Niente da segnalare – serie TV, 3 episodi (2024)

## Teatro
- La tappezzeria (1980)
- Cane di Puglia (1982)
- Don Giovanni, regia di Luca De Filippo (1986)
- Vengo a prenderti stasera – anche regia (2012)

## Programmi televisivi
- Saltimbanchi si muore (Rete 2, 1980)
- Due di tutto (Rete 2, 1982)
- Sponsor City (Rete 4, 1984)
- Italia mia (Rai 1, 1986)
- Colorado Cafè (Italia 1, 2003-2004, 2006, 2014)
- Scherzi a parte (Canale 5, 2005)
- Chiambretti Night (Italia 1, 2009)
- Controcampo (Italia 1, 2011-2012)
- Quelli che il calcio (Rai 2, 2015-2019)
- Eccezionale veramente (LA7, 2016-2017)
- Balalaika - Dalla Russia col pallone (Canale 5, 2018)
- Enjoy - Ridere fa bene (Italia 1, 2020)
- Dinner Club (Prime Video, 2021)
- LOL - Chi ride è fuori (Prime Video, 2024)

## Doppiaggio
- Mastro Hora in Momo alla conquista del tempo
- Finnick in Zootropolis
- Narratore in Earth - Un giorno straordinario
- Capitano Crow in Il mostro dei mari

## Riconoscimenti
- David di Donatello
  - 1987 – Candidatura al miglior attore protagonista per Regalo di Natale
  - 1991 – Candidatura al miglior attore protagonista per Mediterraneo
  - 1994 – Candidatura al miglior attore protagonista per Per amore, solo per amore
  - 1997 – Candidatura al miglior attore non protagonista per Nirvana
  - 2004 – Candidatura al miglior attore non protagonista per Io non ho paura
  - 2021 – David di Donatello alla carriera

- Nastro d'argento
  - 1987 – Miglior attore non protagonista per Regalo di Natale
  - 1991 – Candidatura al miglior attore protagonista per Turné
  - 1992 – Candidatura al miglior attore protagonista per Mediterraneo
  - 1993 – Miglior attore protagonista per Puerto Escondido
  - 2001 – Candidatura al miglior attore protagonista per Concorrenza sleale
  - 2004 – Miglior attore non protagonista per Io non ho paura
  - 2007 – Candidatura al miglior attore protagonista per La cena per farli conoscere

- Ciak d'oro
  - 1991 – Miglior attore protagonista per Mediterraneo[6]
  - 2003 – Miglior attore non protagonista per Io non ho paura[7]
  - 2018 – Candidatura al miglior attore non protagonista per Puoi baciare lo sposo

- Globo d'oro
  - 2001 – Candidatura al miglior attore per Concorrenza sleale

- Grolla d'oro
  - 1990 – Miglior attore per Turné, condiviso con Fabrizio Bentivoglio

## Doppiatori italiani
- Franco Aloisi in Liberi armati pericolosi
- Teo Teocoli in Una vacanza bestiale

## Discografia
- 1982 – Eccezzziunale...Veramente/Nunzia! (CGD, CGD 10380, 7") – colonna sonora del film Eccezzziunale... veramente
- 1985 – La vita è un lunedì/Ci vuole (7")  – sigla della serie televisiva Diego 100%

## Libri
- Eccezzziunale veramente. Vita di un ragazzo di Puglia dal Giambellino a Hollywood (naturalmente a piedi), Zelig, 1997. ISBN 88-86471-12-2
- Milanismi (assolutamente forse) (con Giorgio Terruzzi), Arnoldo Mondadori Editore, 2004. ISBN 88-04-52631-9
- Eccezzziunale! Tutte le battute del terrunciello da «Attila» a «Eccezzziunale veramente capitolo secondo... me», Mondadori, 2006. ISBN 88-04-55805-9
- Ladri di Cotolette (con Giorgio Terruzzi), Mondadori Electa, 2013. ISBN 88-370-9454-X
- Si potrebbe andare tutti al mio funerale (con Giorgio Terruzzi), Einaudi, 2022. ISBN 978-88-062-4811-6